# Untouchables (album Korn)
Untouchables – piąty album amerykańskiego zespołu nu-metalowego Korn, wydany w czerwcu 2002 roku. Album wzbudził wiele kontrowersji i sporów. Do dziś fani zespołu są podzieleni: jedni uznają go za najlepszy w dorobku, inni za porażkę. Faktem natomiast jest, że sprzedawał się dotąd najgorzej z wszystkich studyjnych płyt: w USA do dziś nie uzyskał statusu multiplatynowej płyty (jako jedyny z ośmiu krążków zespołu). Nazwa albumu dosłownie znaczy 'Nietykalni' i może odnosić się do najniższej (klasy) grupy ludzi w systemie caste w Indiach której ludzie unikali i wierzyli że dotykiem wywołują poważne choroby; stąd słowo 'nietykalny'. Może to być nawiązaniem do młodych lat Davisa, kiedy w szkole ludzie unikali go przez swój typ muzyki i styl ubioru. Jest też pierwszym albumem, na którym Jonathan Davis nie zagrał na dudach.

## Lista utworów
1. Here to Stay – 4:32
2. Make Believe – 4:37
3. Blame – 3:51
4. Hollow Life – 4:09
5. Bottled Up Inside – 4:00
6. Thoughtless – 4:33
7. Hating – 5:10
8. One More Time – 4:40
9. Alone I Break – 4:17
10. Embrace – 4:27
11. Beat It Upright – 4:15
12. Wake Up Hate – 3:13
13. I'm Hiding – 3:57
14. No One's There – 5:06

## Pozycje na listach
| Lista         | Kraj              | Pozycja |
| ------------- | ----------------- | ------- |
| Billboard 200 | Stany Zjednoczone | 2       |
| OLiS          | Polska            | 8       |